# Dunckerocampus
Dunckerocampus ist eine Seenadelgattung, die im Roten Meer, im Indischen Ozean und im westlichen Pazifik bis Neukaledonien vorkommt.

## Merkmale
Dunckerocampus-Arten werden 10 bis 19 cm lang, sie besitzen einen sehr schlanken Körper und eine lange Röhrenschnauze. Sie haben meistens eine weißliche oder gelbe Grundfarbe und sind mit mehr oder weniger breiten, rötlichen, bräunlichen oder schwarzen Ringeln gemustert. Die große, runde oder fächerförmige Schwanzflosse ist jeweils mit einer arttypischen, auffälligen Zeichnung gemustert.

## Lebensweise

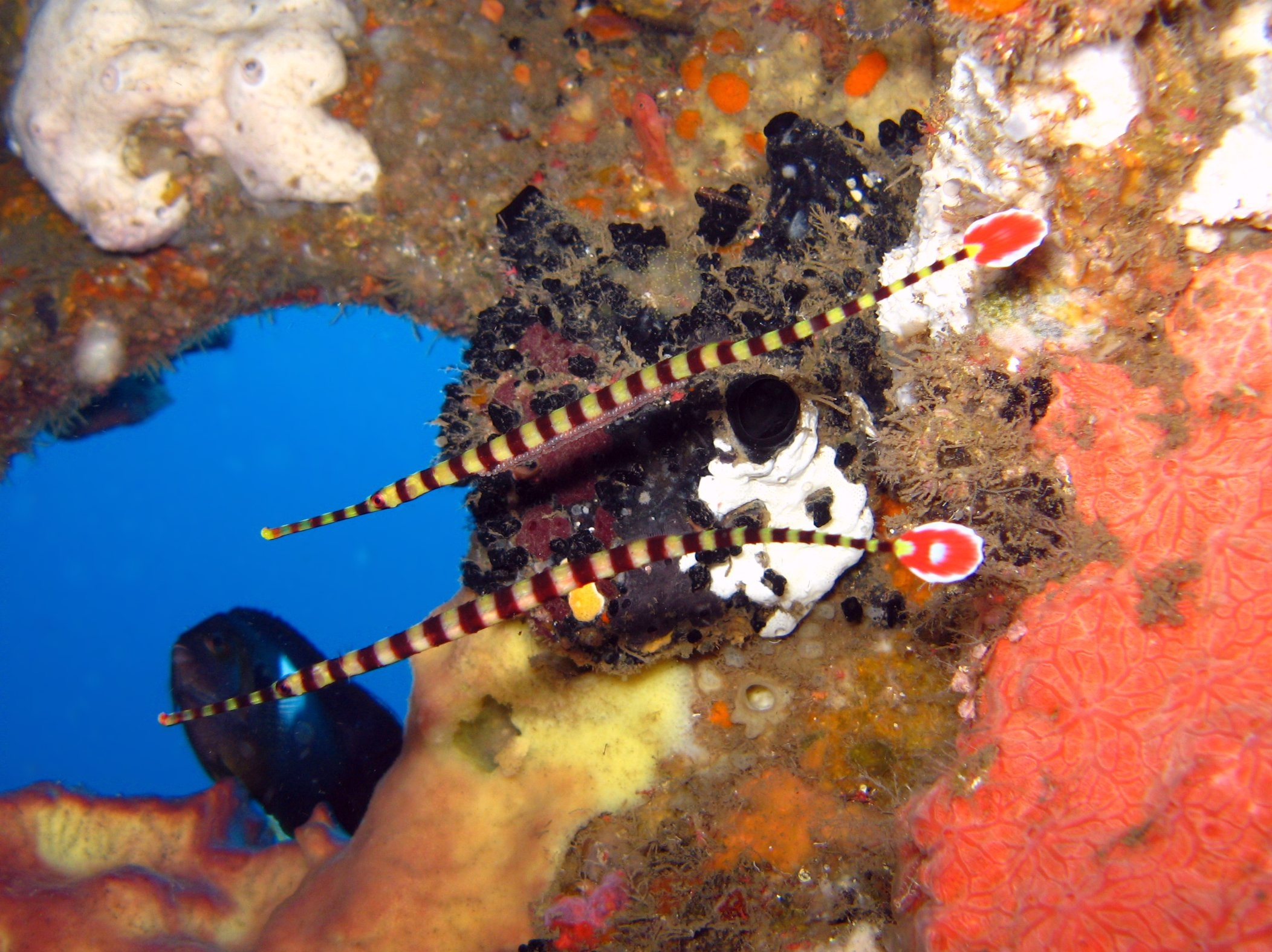
Ein Paar der Gebänderten Seenadel (Dunckerocampus dactyliophorus)

Dunckerocampus-Arten leben in Korallenriffen, sind frei schwimmende Fische und halten sich meist in oder vor Höhlen oder unter Riffüberhängen auf. Sie ernähren sich vor allem von kleinen Krebstieren wie Copepoden und einige Arten betätigen sich auch als Putzerfische und reinigen größere Fische von parasitischen Krebstieren.
Dunckerocampus-Arten leben als ausgewachsene Fische meist paarweise. Nach der Balz übernehmen die Männchen die Eier vom Weibchen, um sie an der schwammartig veränderten Bauchseite zu tragen. Die etwa 30 bis 200 Eier pro Brut liegen dort halboffen und werden nicht durch seitliche Hautlappen geschützt.

## Arten
Es gibt sieben beschriebene Arten. Kuiter gibt noch zwei weitere, bisher unbeschriebene Arten für die Gattung an.
- Rotstreifen-Seenadel (Dunckerocampus baldwini) (Herald & Randall, 1972); 15 cm; Hawaii.
- Breitband-Seenadel (Dunckerocampus boylei) Kuiter, 1998; 16 cm; Rotes Meer und Indischer Ozean.
- Leuchtschwanz-Seenadel (Dunckerocampus chapmani) (Herald, 1953); 10 cm; Neukaledonien.
- Gebänderte Seenadel (Dunckerocampus dactyliophorus) (Bleeker, 1853); 19 cm; Java.
- Vielbänder-Seenadel (Dunckerocampus multiannulatus) (Regan, 1903); 19 cm; Indischer Ozean.
- Dunckerocampus naia, Allen & Kuiter, 2004; 12 cm; Fiji.
- Gelbband-Seenadel (Dunckerocampus pessuliferus) (Fowler, 1938); 16 cm; Sulusee, entlang der Wallace-Linie bis Süd-Indonesien.

## Systematik
Dunckerocampus gehört zur Unterfamilie Nerophinae, also jener Seenadeln, bei denen sich die Brutzone der Männchen unter dem Abdomen vor dem Anus befindet. Dunckerocampus wurde ursprünglich als Untergattung von Doryrhamphus angesehen, gilt inzwischen aber als eigenständige Gattung.